# Мачу
Мачу (тиб. རྨ་ཆུ་, Вайли: rma chu) или Мацю́й (кит. упр. 玛曲, пиньинь Mǎqū) — уезд Ганьнань-Тибетского автономного округа провинции Ганьсу (КНР). Слово «Мачу» является тибетским названием реки Хуанхэ.

## История
Во времена Китайской республики эти земли входили в состав уезда Сяхэ.
В 1950 году был образован Специальный район Линься (临夏专区), и эти земли вошли в его состав; затем в том же году уезд Сяхэ был передан в прямое подчинение властям провинции Ганьсу. В 1953 году был создан Ганьнань-Тибетский автономный район (甘南藏族自治区), и уезд Сяхэ вошёл в его состав
26 декабря 1955 года постановлением Госсовета КНР Ганьнань-Тибетский автономный район был преобразован в Ганьнань-Тибетский автономный округ; одновременно с этим из уезда Сяхэ были выделены уезды Лучу и Мачу. Постановлением Госсовета КНР от 20 декабря 1958 года уезды Лучу и Мачу были объединены в уезд Таоцзян (洮江县), но постановлением Госсовета КНР от 15 декабря 1961 года они были воссозданы в прежних границах.

## Административное деление
Уезд делится на 1 посёлок и 7 волостей.